# Шамбір Євгеній Іванович
Євгеній Іванович Шамбір — старший солдат Збройних сил України, учасник російсько-української війни, що загинув у ході російського вторгнення в Україну в 2022 році.

## Нагороди
- медаль «За військову службу Україні» (2022, посмертно) — за особисту мужність і самовіддані дії, виявлені у захисті державного суверенітету та територіальної цілісності України, вірність військовій присязі.

## Вшанування
На честь Є. Шамбіра названий стадіон у м. Долинській